# Euro Bank

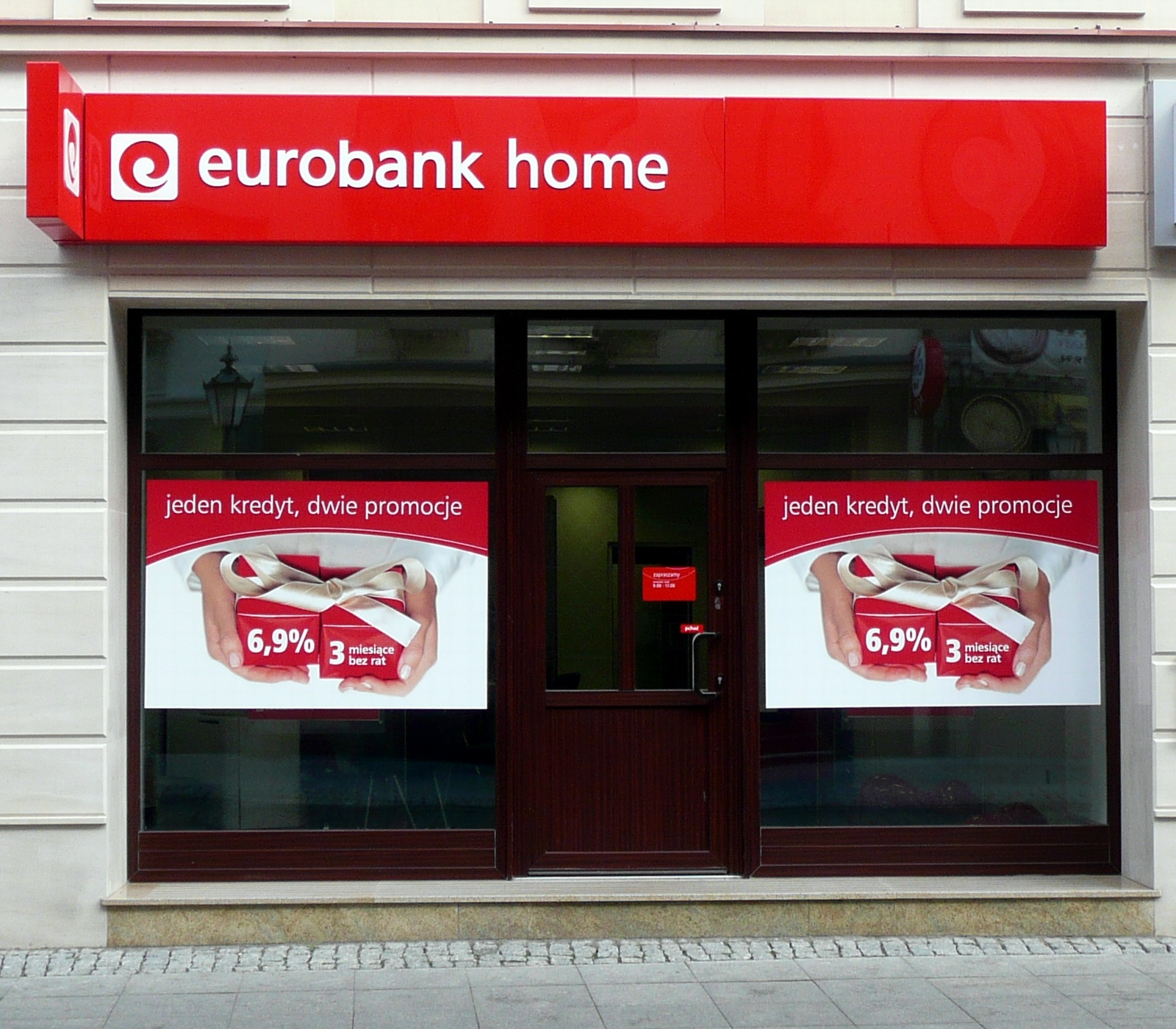
Oddział Euro Banku w Bydgoszczy

Euro Bank SA (zapis stylizowany eurobank, d. Bank Społem SA) – utworzony w 1990 roku jako Bank Społem SA bank komercyjny oferujący usługi finansowe wyłącznie osobom fizycznym, specjalizujący się w kredytach konsumpcyjnych i hipotecznych oraz kartach kredytowych. Istniał w latach 1990–2019. Nigdy nie oferował i nie świadczył usług osobom prawnym. Zakończył działalność 1 października 2019 roku, kiedy to w wyniku fuzji prawnej jego następcą prawnym stał się Bank Millennium SA.
Bank prowadził konta osobiste i lokaty terminowe, udzielał kredytów konsolidacyjnych, a także wydawał karty płatnicze i karty kredytowe. Prowadził dystrybucję jednostek funduszy inwestycyjnych Novo Fundusze oraz Allianz. Dysponował ogólnopolską siecią oddziałów własnych i franczyzowych. Prowadził również placówki w centrach handlowych.

## Historia
W 2003 r. kontrolowana w 100% przez Mariusza Łukasiewicza spółka Look Finansowanie Inwestycji przejęła pakiet kontrolny istniejącego od 1990 r. Banku Społem S.A., a następnie również pakiet kontrolny Banku Wschodniego S.A. w Białymstoku. W 2003 roku Bank Społem S.A. zmienił nazwę na Euro Bank S.A.
Po śmierci założyciela w 2004 roku właścicielem Euro Banku została Grupa Société Générale (lipiec 2005), która w roku 2007 posiadała ponad 99% akcji banku.
5 listopada 2018 roku Bank Millennium i Société Générale podpisały umowę dotyczącą zakupu 99,79% akcji Euro Banku przez Bank Millennium za cenę referencyjną wynoszącą 1833 mln PLN. W ciągu następnego pół roku Komisja Nadzoru Finansowego i Urząd Ochrony Konkurencji i Konsumentów udzieliły zgód na przejęcie, które zaplanowano zrealizować w drugim półroczu 2019 roku. Transakcja została sfinalizowana 31 maja 2019 r. W jej efekcie Euro Bank S.A. zmienił właściciela i wszedł do Grupy Banku Millennium
1 października 2019 roku doszło do fuzji prawnej Euro Banku SA i Banku Millennium SA w wyniku której Bank Millennium SA stał się następcą prawnym Euro Banku SA.
Od 1 października 2019 r. do 8 listopada 2019 r. eurobank był marką detaliczną Banku Millennium. W wyniku fuzji operacyjnej przeprowadzonej w dniach 8–11 listopada 2019 r. marka eurobank została wycofana z rynku. Produkty posiadane dotychczas w eurobanku zostały przeniesione do systemów informatycznych Banku Millennium, który kontynuuje ich obsługę.

## Nagrody i wyróżnienia
Euro Bank jest laureatem nagród przyznanych za:
- Marketing: Złota Effie Awards 2016 (za kampanię „Wypożyczki”), Srebrna statuetka EFFIE 2004 (za kampanię „helikopter” wprowadzającą markę na rynek), Brązowa statuetka EFFIE 2008 (za kampanię „Znani”) i Srebrna EFFIE 2009 (za kampanię „kredyt dla emerytów”), Lampart 2005 (przyznany przez Pentor za „najlepiej wykreowaną markę banku detalicznego”) oraz Boomerang 2005 (dla najlepszego marketera bezpośredniego).
- Wyniki finansowe: pierwsze miejsce w kategorii „najszybciej rozwijający się bank” w rankingu 50 największych banków w Polsce przygotowywanym przez miesięcznik „Bank” w 2006 r, I miejsce w kategorii „sprawność działania” w Rankingu „Banku” 50 Największych banków w Polsce w 2007 r., Orzeł Rzeczpospolitej w 2009 r. – Euro Bank został uznany za najszybciej i najefektywniej rozwijającą się firmę w kategorii usług finansowych.
- Ponadto: Superbrands 2012 dla jednej z najsilniejszych marek na polskim rynku, Firma Przyjazna Klientowi 2005 i 2009, Godło Inwestora w Kapitał Ludzki przyznane w 2009 r., Złoty Spinacz 2009 (za najlepszy projekt z obszaru PR korporacyjnego za program „Wygraj eurobank!”), nagroda „Gazety Bankowej” 2004 w konkursie na najlepszy projekt informatyczny roku (za sieć wpłatomatów i bankomatów), PMI Award 2007 za najlepsze na świecie szkolenie z zarządzania projektami Massawa.
- Łukasz Chojnacki, ówczesny prezes Euro Banku, w 2008 roku został zwycięzcą ogłoszonego przez „Gazetę Bankową” plebiscytu – Bankowy Menedżer Roku 2007.

## Reklama
W kampaniach marketingowych Euro Banku wzięli udział m.in. Krystyna Janda, Danuta Stenka, Janusz Gajos, Tomasz Kot Katarzyna Figura i Piotr Adamczyk.